# Keelakarai
Keelakarai là một thị xã panchayat của quận Ramanathapuram thuộc bang Tamil Nadu, Ấn Độ.

## Nhân khẩu
Theo điều tra dân số năm 2001 của Ấn Độ, Keelakarai có dân số 30.472 người. Phái nam chiếm 46% tổng số dân và phái nữ chiếm 54%. Keelakarai có tỷ lệ 78% biết đọc biết viết, cao hơn tỷ lệ trung bình toàn quốc là 59,5%: tỷ lệ cho phái nam là 82%, và tỷ lệ cho phái nữ là 75%. Tại Keelakarai, 13% dân số nhỏ hơn 6 tuổi.